# 沙伊德
沙伊德是德国莱茵兰-普法尔茨州的一个市镇。总面积5.49平方公里，总人口118人，其中男性60人，女性58人（2011年12月31日），人口密度21人/平方公里。